# 강지욱
강지욱(1992년 7월 7일~)은 대한민국의 배드민턴 선수로, 2012년 세계 배드민턴 선수권 대회에 참가해 동메달을 획득했다.